# Serguei Kopílov
Serguei Vladímirovitx Kopílov (Сергей Владимирович Копылов) (Tula, 29 de juliol de 1960) va ser un ciclista rus representant la Unió Soviètica. Competí en el ciclisme en pista on va obtenir una medalla als Jocs Olímpics de Moscou, i cinc més als Campionats del Món, tres d'elles d'or.
El seu germà Víktor també es dedicà al ciclisme.

## Palmarès
- 1978
  -  Campió del món júnior en Velocitat
- 1980
  -  Medalla de bronze als Jocs Olímpics de Moscou en Velocitat individual
- 1981
  -  Campió del món en Velocitat amateur
  - 1r al Gran Premi de París
- 1982
  -  Campió del món en Velocitat amateur
- 1983
  -  Campió del món en Quilòmetre
- 1984
  - 1r al Gran Premi de París